# Tales of Vesperia: First Strike
Pour plus de détails, voir Fiche technique et Distribution.
Tales of Vesperia: First Strike (テイルズ オブ ヴェスペリア 〜The First Strike〜) est la préquelle cinématographique du jeu vidéo Tales of Vesperia sorti au Japon et aux États-Unis en 2008 et en Europe en 2009 sur Xbox 360 puis PS3. Il est sorti le 3 octobre 2009. Alors que bon nombre de jeux de la série Tales of ont été portés en anime à la télévision sous forme de série ou en manga, il s'agira du premier épisode à être transposé directement au cinéma.

## Histoire
Le film reprend les évènements antérieurs à ceux du jeu vidéo Tales of Vesperia. Ainsi, on pourra apercevoir Yuri Lowell en tant que Chevalier Imperial aux côtés de Flynn Scifo, son ami d'enfance et compagnon d'arme. D'autres personnages du jeu pourront être aperçus dans une version plus jeune comme Repede en chiot, Rita Mordio, Estellise ou Raven.

## Fiche technique
- Musique : Kazuhiro Wakabayashi
- Production : Hidekazu Terakawa
- Société de distribution : Kadokawa Pictures
- Langue : japonais

## Personnages
Pour le moment, peu d'éléments ont filtré à propos des principaux antagonistes du film. Néanmoins, une grande partie des voix originales du jeu vidéo reprendront leur rôle dans le film.
| Personnage                 | Doublage japonais |
| -------------------------- | ----------------- |
| Yuri Lowell                | Kōsuke Toriumi    |
| Flynn Scifo                | Mamoru Miyano     |
| Estellise Sidos Heurassein | Mai Nakahara      |
| Rita Mordio                | Rika Morinaga     |
| Raven                      | Eiji Takemoto     |
| Hisuka                     | Arisa Ogasawara   |
| Chastel                    | Fumie Mizusawa    |
| Nylen                      | Takashi Taniguchi |